# Pico Piraí
Pico Piraí é um trecho de escarpa do Planalto Meridional, no estado do Paraná, junto do limite com o estado de Santa Catarina com cerca de 1500 metros de altitude.